# Партија подунавских Срба
Партија подунавских Срба (краће: ППС) је политичка партија која заступа интересе српске заједнице у Хрватској.

## Оснивање и програм странке
Странка је наставак деловања Српска радикална странка у Републици Српској Крајини. Након мирне реинтеграције Источне Славоније, Барање и Западног Срема странка је 1998. године регистрована под својим садашњим именом. Странка делује у Хрватском Подунављу. Странка је основана 17. априла 1998. године у Вуковару. Оснивач и председник странке је Радивој „Раде“ Лесковац из Боботе.
Странка се политичким и другим законом дозвољеним средствима залаже за посвемашњи материјални, умни и морални развој српске етничке заједнице и свеопшти развој подунавске регије у Хрватској. Програмским усмерењем које подразумева развој економских, међународно — правних и културних веза на основама западне демократије, Странка делује против свих облика комунизиране свести у правцу истинске трансформације у оквире светских, научних и културних достигнућа као основне покретачке снаге за државну, политичку, економску, моралну и духовну повезаност са Европом.
Развој српског националног бића Странка схвата потпуно изван концепта сваког облика великодржавља или ултранационализма, а у оквиру сталног деловања на афирмацији нашег припадања европејству. Вуковар, центар регије, ППС преферира искључиво као мултиетничку средину, а његову препознатљивост у светској јавности довољном за шире укључивање одговорних у његов бржи и квалитетнији развој.

## Парламентарни избори
На шестим парламентарним изборима 2007. године Странка је изашла самостално у 12. изборној јединици за представнике националних мањина. Кандидат Странке Раде Лесковац је освојио 10,9% гласова припадника српске мањине што није било довољно за улазак у Сабор. Током изборне кампање Странка је излепила плакате у Вуковару на којима је Раде Лесковац снимљен с подигнута три прста који су изазвали бурне протесте Хрвата из Вуковара и читаве хрватске јавности.